# Steroidhormon
Steroidhormone sind Steroide, die als Hormone wirken. Zu ihnen gehören die Sexualhormone der Keimdrüsen und die Corticosteroide der Nebennierenrinde. Die Steroidhormone der Säugetiere können in fünf Gruppen eingeteilt werden, nach den Steroidrezeptoren an denen sie binden: Glucocorticoide, Mineralocorticoide, Androgene, Estrogene und Gestagene.

## Stoffgruppe
Steroidhormone leiten sich vom Cholesterin ab und sind daher gut fettlöslich und schwer wasserlöslich. Dadurch können sie im Gegensatz zu den anderen Hormongruppen direkt in die Zelle gelangen und brauchen keinen Second Messenger. Dort binden sie an ihre entsprechenden Rezeptoren und können so ihre Wirkung entfalten. Der Steroid-Rezeptor-Komplex gelangt dann in den Zellkern, wo er auf den Stoffwechsel der Zelle Einfluss nehmen kann. Im Zellkern bewirkt er die Transkription spezifischer DNA-Abschnitte, sodass beispielsweise andere Struktur-Proteine hergestellt werden, welche z. B. die Membraneigenschaften der Zelle dauerhaft verändern können. Steroidhormone sind durch ihre Lipophilität in der Lage, die Blut-Hirn-Schranke zu überwinden. Beim Transport über die Blutbahn sind Steroidhormone wegen ihrer wasserabweisenden Eigenschaften auf Plasmaproteine und spezielle Transportproteine angewiesen.

## Metabolismus

Schematische Darstellung der Biosynthese der Steroidhormone.

Ausgehend vom Cholesterin entsteht Pregnenolon, das die zentrale Ausgangsverbindung der Steroidhormonbiosynthese ist.
Cholesterin liefert das Sterangerüst, dem die Steroide ihren Namen verdanken. Über drei verschiedene Wege entstehen aus Cholesterin die Mineralocorticoide, Glucocorticoide und Geschlechtshormone. Dies geschieht in der Nebennierenrinde und in den männlichen und weiblichen Gonaden (Hoden und Eierstock). Im Eierstock wird zunächst Testosteron (also männliches Geschlechtshormon) produziert, das dann mit einer Aromatase (Enzym, das einen Kohlenstoffring aromatisch macht) zu Estradiol umgebaut wird.
Ihre Wirkungsdauer geht von einigen Stunden bis zu Tagen, wonach sie in der Leber wieder abgebaut werden.
Die Enzyme, welche die einzelnen Schritte vom Cholesterin zu den Steroidhormonen katalysieren, können durch Gendefekte gestört sein. Relativ häufig ist der 21-Hydroxylase-Mangel. Dieser führt zu einer Überproduktion von Geschlechtshormonen, da der Weg zum Cortisol und Aldosteron gestört ist. Die Krankheit nennt sich Adrenogenitales Syndrom.

## Regelmechanismus
Der Ausstoß der Steroidhormone wird von den Hormonen der Hypophyse kontrolliert, welche wiederum von Neuronen des Hypothalamus gesteuert wird (Hypothalamo-Hypophysiärer Regelkreis). Dabei gibt es sogenannte negative Rückkopplungsmechanismen, d. h. wenn von der Körperperipherie, z. B. der Nebennierenrinde, zu viel produziert wird, registrieren dies Hypothalamus und Hypophyse, diese schütten weniger trophische Hormone (Hormone ohne eigene, direkte Wirkung, sondern andere endokrine Drüsen zur Hormonabgabe anregende Hormone) vom Glycoprotein und Peptidtyp aus (z. B. ACTH), wodurch das periphere Organ dann auch weniger synthetisiert.

## Physiologie
Beim Menschen lassen sich die Steroidhormone wie folgt kategorisieren:
- Glucocorticoide: deren wichtigster physiologischer Vertreter ist das Cortisol. Sie haben stoffwechselregulatorische Aufgaben im Sinne der Energiebereitstellung (heben z. B. den Kohlenhydratspiegel im Blut; daher der Name) und organphysiologische Aufgaben: sie verhindern z. B. ein Überschießen der Immunreaktionen und Entzündungsreaktionen des Körpers, sie werden deshalb in der medizinischen Therapie zur Immunsuppression eingesetzt und haben regulatorische Funktionen im Wachstum (fördern Knochenabbau → Osteoporose), Herz-Kreislaufsystem (Blutdrucksteigerung), Tag-Nacht-Rhythmus und induzieren Stressreaktionen. Deshalb wird Cortisol umgangssprachlich oft als das Stresshormon bezeichnet.
- Mineralcorticoide: wichtigster physiologischer Vertreter ist das Aldosteron. Die Aufgaben sind die Regulation des Wasser- und Elektrolythaushalts. Spielt in der komplexen Regulation des Wasser- und Elektrolythaushaltes eine Rolle der Salz- und Wasserzurückhaltung im Körper (siehe auch: Renin-Angiotensin-Aldosteron-System)
- Geschlechtshormone: hierbei muss man zwischen weiblichen und männlichen Geschlechtshormonen unterscheiden, wobei physiologischerweise sowohl weibliche als auch männliche Individuen beide besitzen. Die Geschlechtshormone werden hauptsächlich, aber nicht ausschließlich von den Gonaden synthetisiert.

- Androgene: Die männlichen Geschlechtshormone werden auch als Androgene bezeichnet. Der wichtigste physiologische Vertreter der Androgene ist das Testosteron, bzw. das aktivere Dihydrotestosteron, das aber erst in der Zielzelle aus anderen Androgenen gebildet wird. Nebenbei gibt es auch weniger aktive Formen, hauptsächlich aus der Nebennierenrinde. Testosteron bewirkt die Ausbildung des männlichen Phänotyps (Erscheinungsbild) und männlicher Verhaltensweisen. Es wird deshalb auch vermehrt in der Embryogenese (Entstehung des Lebewesens in der Gebärmutter) und in der Pubertät ausgeschüttet. Androgene bewirken die phänotypische Differenzierung zwischen männlich und weiblich bereits in der Embryogenese, die ausschließlich vom Vorhandensein beziehungsweise der Abwesenheit der Wirkung männlicher Sexualhormone abhängt. So zum Beispiel die Entwicklung des äußeren Genitals: unter Anwesenheit der Wirkung der Androgene entstehen aus der Anlage für die Geschlechtsorgane Penis und Hodensack, in welchen die Hoden einwandern. Unter deren Abwesenheit entstehen aus derselben Anlage Klitoris und Schamlippen ohne Hoden-(bzw. Eierstock-)Abstieg zusammen mit einer äußeren Scheidenanlage. Die Annahme, dass für das äußere Erscheinungsbild und das Wesen eines Individuums das Vorhandensein eines Y-Chromosoms ausschlaggebend ist, ist unzutreffend. Dieses hat nur Bedeutung in der Entwicklung des Hodens, der natürlicherweise der Hauptproduzent von Androgenen ist. (Siehe auch Störung der Sexualdifferenzierung.)
- Weibliche Geschlechtshormone: man unterscheidet Estrogene (Östrogene) und Gestagene. Estrogene: wichtigste physiologische Vertreter sind Estradiol und Estratriol. Sie sind zusammen mit dem Gestagen Progesteron für die Regulation des weiblichen Zyklus und der Schwangerschaft verantwortlich. Außerdem regulieren sie Reifung und Wachstum hauptsächlich der inneren weiblichen Geschlechtsorgane und die Reifung der sekundären weiblichen Geschlechtsmerkmale in der Pubertät. Des Weiteren sind sie für die Beendigung des Knochenwachstums (Schluss der Epiphysenfuge) bei beiden Geschlechtern zuständig. Das einzige physiologische Gestagen ist das Progesteron. Es ist neben der Zyklusregulation das wichtigste schwangerschaftserhaltende Hormon. Sowohl Estrogene als auch Progesteron werden in den Eierstöcken gebildet, in geringerem Maße auch von der Nebennierenrinde. Die Tatsache, dass diese Hormone neben den Hypophysenhormonen (FSH und LH) den weiblichen Zyklus kontrollieren, macht man sich bei der oralen Kontrazeption (Antibabypille) zunutze, wobei die Frau künstlich hergestellte Hormone einnimmt, die sich chemisch von Estradiol und Progesteron ableiten.

## Arzneiliche Verwendung
Steroidhormone werden auch als Arzneistoffe genutzt. Beispiel dafür sind neben unzähligen anderen die Antibabypille und corticoidhaltige („kortison“haltige) Präparate.